# ギュンター・エッティンガー

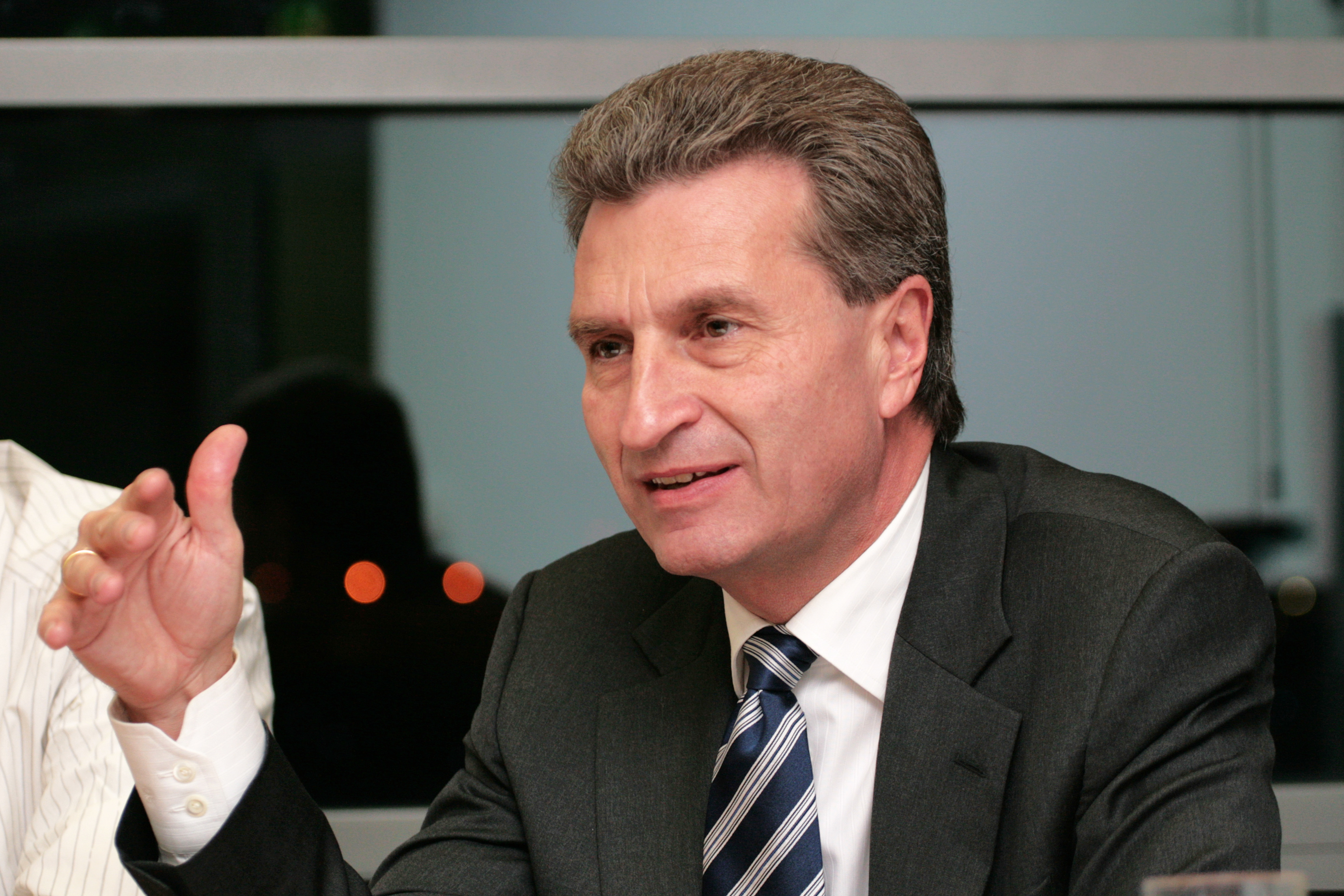
ギュンター・エッティンガー（2007年）

ギュンター・ヘルマン・エッティンガー（独:Günther Hermann Oettinger、1953年10月15日 - ）は、ドイツの政治家。欧州委員会デジタル経済・社会担当委員（2014年 - 2016年）、2017年より同人事・財政担当委員。バーデン＝ヴュルテンベルク州首相（2005年 - 2010年）や欧州委員会エネルギー担当委員（2010年 - 2014年）を歴任した。キリスト教民主同盟（CDU）所属。

## 経歴
シュトゥットガルト出身。早くから政治に興味を持ち、テュービンゲン大学法学部に在学中の1977年に故郷のディッツィンゲンにキリスト教民主青年同盟 Junge Union（JU）の支部を作り、地区の党代表となる（1985年まで）。翌年第一次司法試験に合格して大学を卒業、司法修習に入り、1982年に国家司法試験（第二次司法試験）に合格。2年間税理士事務所で監査人として働き、1984年に弁護士免許を取得して監査事務所や法律事務所で働いたのち、1988年から共同経営者となる。一方1983年から1989年までJUバーデン＝ヴュルテンベルク州議長を務めた。この間、1980年にディッツィンゲン市議会議員に初当選。翌年同議会でCDU議員団長。1984年にバーデン＝ヴュルテンベルク州議会議員に初当選し、1991年から2005年までCDU議員団長を務める。1999年からはCDU連邦メディア政策委員会委員長。2001年から2005年までCDU北ヴュルテンベルク議長。
1991年以来バーデン＝ヴュルテンベルク州首相はエルヴィン・トイフェルだったが、2004年3月になって彼が近々退任を表明するつもりであることが判明すると、エッティンガーは早速その後継に名乗りを上げた。トイフェルが退任を正式表明したのは半年後の10月で、もう一人、州文化教育相のアンネッテ・シャーヴァンも名乗りを上げた。トイフェル自身は彼女の後継を希望したが、12月に行われた州の党員投票では若さで勝るエッティンガーが勝ち、シャーヴァンは後継への名乗りを取り下げた（彼女はのちアンゲラ・メルケル内閣の教育科学相に抜擢される）。エッティンガーは2005年4月21日、正式に州首相に就任した。間もなく4月29日にはCDUの州議長に選出された。
2006年の州議会選挙では自由民主党（FDP）との連立で過半数を確保し、2期目に入った。2007年7月にはヴェンドリンゲン〜ウルム間の新鉄道路線建設でヴォルフガング・ティーフェンゼー交通相、ハルトムート・メードルンドイツ鉄道総裁と合意した。20億ユーロとされる建設費用のうち、9億5千万ユーロを州が拠出することが決まっている。
2009年、メルケル首相の推薦により次期欧州委員会に委員として加わることが発表された。エッティンガーはこれまで欧州政治に関わったことが全くなかったため、欧州議会の一部には反対の声もあったが、ジョゼ・マヌエル・ドゥラン・バローゾ委員長はメルケル首相の提案を受け入れ、要職であるエネルギー担当委員とした。エッティンガーは11月に欧州委員就任を控えてCDU州代表を辞任した。翌年2月9日の欧州議会による第二次バローゾ欧州委員会承認に伴い、翌日エッティンガーはバーデン＝ヴュルテンベルク州首相を辞任して欧州委員に就任した。後任の州首相には党州代表の後任でもあるシュテファン・マップスが就任した。
2014年に欧州委員会委員長がバローゾからジャン＝クロード・ユンケルに交代し、新たにユンケル委員会が発足すると、エッティンガーはエネルギー担当委員からデジタル経済・社会担当委員に異動となった。2017年には前任者の世界銀行転出に伴い、財政・人事担当委員に異動となった。

## 家族・人物
1994年に結婚し、一男がある。シュヴァーベン方言のきつい訛りと早口な喋り方で知られる。2004年にドイツ連邦共和国功労勲章第一等十字章を受章。

## 批判

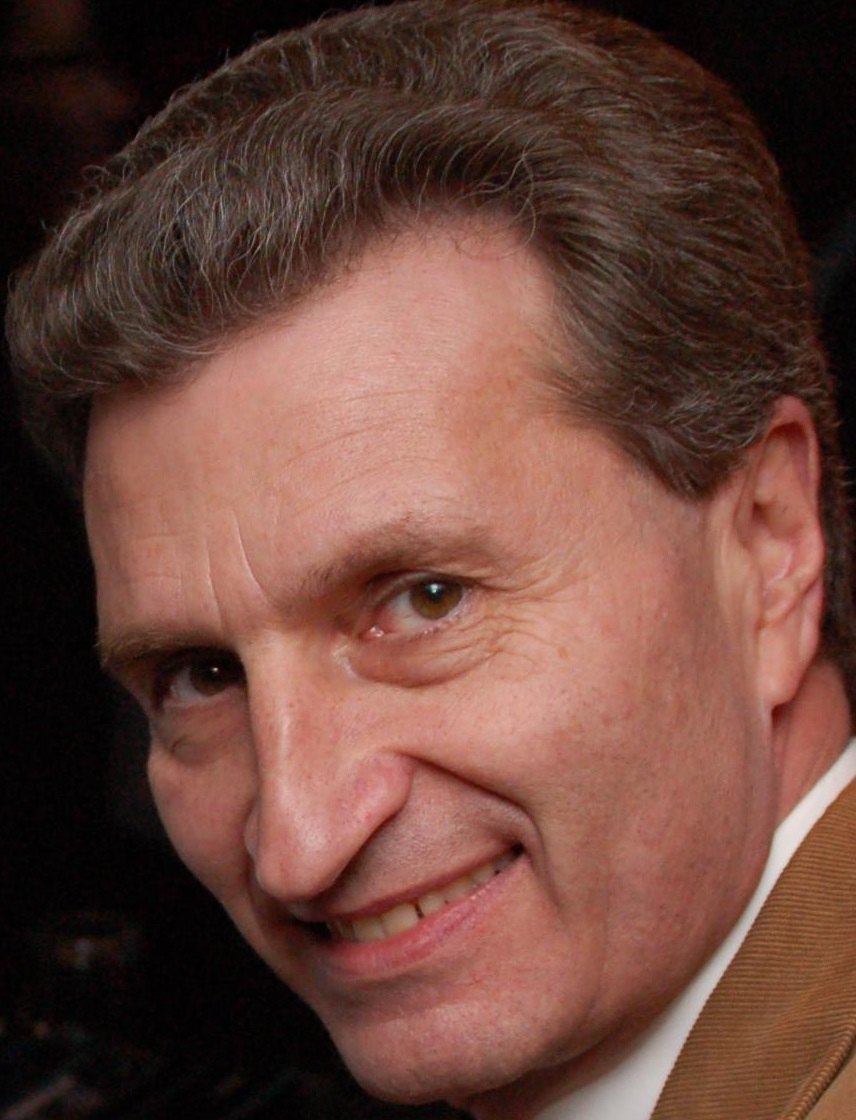
ギュンター・エッティンガー（2006年の州議会選挙中）

ドイツ政界でも右翼に属するエッティンガーの言動は、以前からしばしば批判の対象になっている。
- Junge Union時代の1988年、当時のヘルムート・コール連邦首相（CDU）に公然と退陣を要求した。
- 1989年、公道でのオートバイ乗用は危険なので禁止せよと主張。これについてのちに「病院で事故のけが人のひどさを見て発した言葉」であり、オートバイ自体は「趣味として素晴らしいし、刺激的なことだ」と釈明した。なお彼自身は1991年に飲酒運転により運転免許を没収されている。
- 2007年4月11日、ナチスの過去を問われてバーデン・ヴュルテンベルク州首相を辞任した経歴をもつCDUの大先輩ハンス・フィルビンガーに対する追悼演説で「フィルビンガーはナチスだったと言われているが、彼は逆にその反対者であり、他の数百万人同様、政権に強いられたのだ」と読み上げた。これに対し、当時フィルビンガーを追及した作家ロルフ・ホーホフート、在独ユダヤ人中央評議会、さらには同じCDUのアンゲラ・メルケル連邦首相からも批判された。 エッティンガーは一度は公開書簡で「公式の場での真剣な発言であり、撤回するつもりはない」と反論したが、謝罪や辞任要求が激しくなり4月16日に発言を撤回した。
- マフィアの容疑で捜査されていた実業家に関する連邦憲法擁護庁の捜査資料の中に、エッティンガーの声が混じっていた。この人物はエッティンガーと親交があり情報漏洩が疑われたが、1994年に潔白であると報告された。
- 2005年11月に「将来英語が（ドイツでも）ビジネス語になるだろう。ドイツ語は家庭や自由時間などプライベートな場で使われる」と発言し、顰蹙を買った。2009年10月の記者会見で「私は英語での会話に不自由しない」と述べているが、その年12月にベルリンで行われたコロンビア大学主催の会議でエッティンガーが英語で行った演説で発音に苦労している様子を撮影されたビデオがYouTubeに公開された。
- 2006年9月、カールスルーエにあるバーデン州立文書館に保管されている中世の古文書やインキュナブラをバーデン大公家に売却するつもりであることが判明、研究者から「例のない野蛮行為」と批判された。
- 2007年初め、母校テュービンゲン大学の学生団（ブルシェンシャフト）を前にした講演で「現在わが国の状況はとてもいい。隣国は友好国ばかりだ。残念なのはもう戦争がないこと」と発言して批判された。「最近の若者に以前ほど勤勉さや規律がなくなったことを言いたかった」と釈明。
- 2008年1月に党の新年イベントで、「くそったれの民間放送局」が若者の暴力を助長していると特定の局名を挙げて発言し、批判された。
- 2016年10月、ハンブルクにおける会合で中国人に対し「つり目」「詐欺師」「彼らは髪を靴墨で左から右になでつけている」などと差別的な発言を繰り返していたことを暴露され、批判を受けた[2]。翌月、エッティンガーはこれについて謝罪した[3]。